# María II Zaccaria
María II Zaccaria (siglo XIV-después de 1404), fue princesa de Acaya desde 1402 hasta 1404. También era la reina titular de Tesalónica.
Procedía de la familia genovesa Zaccaria. Era la hija de Centurión I Zaccaria, barón de Veligosti-Damala y Chalandritsa y hermana de Andrónico Asen Zaccaria. Se casó en 1402 con Pedro de San Superano, aventurero francés que fue príncipe de Acaya. Cuando su marido murió en 1402 gobernó el Principado hasta 1404 cuando fue depuesta por su sobrino Centurión II Zaccaria.